# Camastra
Camastra ist eine Stadt im Freien Gemeindekonsortium Agrigent in der Region Sizilien in Italien.

## Lage und Daten
Camastra liegt 34 km östlich von Agrigent. Die 1980 Einwohner (Stand 31. Dezember 2023) arbeiten hauptsächlich in der Landwirtschaft.
Die Nachbargemeinden sind Licata, Naro und Palma di Montechiaro.

## Geschichte
Camastra wurde 1620 von Giacomo Lucchesi gegründet. Der Gründungsname war Ramulia. Der Besitz kam in den Besitz der Familie Lanza.

## Sehenswürdigkeiten
Sehenswert ist die moderne Kirche SS.Salvatore am Corso Garibaldi. Auf dem 542 m hohen Berg Castellazzo di Camastra
zwischen Camastra und Palma di Montechiaro wurden Spuren von Grabstätten und Siedlungen aus der Steinzeit bis zur griechischen Zeit gefunden. In einigen Gräber wurden Grabbeigaben aus Ton entdeckt.